# Gjevilvatnet
Gjevillvatnet és un llac situat al municipi d'Oppdal a Sør-Trøndelag, Noruega. Geogràficament està situat a la serralada Trollheimen, a uns 5 quilòmetres al sud de la muntanya Blåhø (1,671 m). El llac té una superfície de 20.9 km², una llargària de 17 quilòmetres, i una amplada màxima d'1.3 quilòmetres.
El llac estava regulat per una central hidroelèctrica a la dècada de 1970. L'aigua s'extreu de la part inferior a la part occidental del llac. A la primavera, el nivell de l'aigua pot ser de 15 metres per sota del nivell d'aigua natural.
El llac té una llargària de 17 quilòmetres, i una amplada màxima d'1.3 quilòmetres.
La vall Gjevilvass segueix sent considerada com una de les valls més pintoresques de Noruega, i diversos creuers travessen el llac durant l'estiu. Al del mig del llac hi ha la Gjevillvasshytta, una casa de camp propietat de Trondheim Turistforening. Aquí els clients poden menjar, dormir i fer servir l'alberg com a punt de partida per a excursions a les muntanyes de Trollheimen.